# Richard Jefferies (Drehbuchautor)
Richard L. Jefferies (* Mai 1956) ist ein US-amerikanischer Drehbuchautor.

## Leben
Richard L. Jefferies kam bereits früh als Kind mit dem Medium Film in Berührung, da sein Vater Kinomanager war. Von daher studierte er von 1974 bis 1978 an der California Institute of the Arts und schloss mit einem Bachelor in Film und Video ab. Mit Mark Kirkland gemeinsam gewann er als erster CalArts-Student überhaupt einen Studentenoscar für den Animationskurzfilm Fame, welcher über einen Song von David Bowie handelt. Nach seinem Studium gründete er mit David Koenigsberg, Osvaldo Zornizer und Mark Kirkland mit New Hollywood Inc. sein erstes eigenes Unternehmen.
Richard Jefferies schrieb häufig für B-Movies und Fernsehfilme wie Eine verhängnisvolle Erfindung, Cold Creek Manor – Das Haus am Fluss und Scary - Horrortrip in den Wahnsinn. Außerdem leistete er immer wieder Drehbucharbeit für größere Filme wie Fantastic Four: Rise of the Silver Surfer und Tron: Legacy, die im Abspann nicht erwähnt wurde, weshalb er des Öfteren angab, dass er nach über 30 Jahren Hollywood zwar gutes Geld verdient hätte, aber bis heute auf keinen Film stolz sein könnte, für den er schrieb.

## Filmografie (Auswahl)
- 1982: Blood Tide
- 1988: Eine verhängnisvolle Erfindung (14 Going on 30)
- 1992: Scary – Horrortrip in den Wahnsinn (The Vagrant)
- 1995: Man of the House
- 2003: Cold Creek Manor – Das Haus am Fluss (Cold Creek Manor)
- 2007: Fantastic Four: Rise of the Silver Surfer[3][6]
- 2008: Living Hell
- 2010: Tron: Legacy[3]

## Auszeichnung
Student Academy Awards
- 1976: Für den Animationsfilm Fame